# Космическая граница
Космическая граница (англ. Frontier in Space) — третья серия десятого сезона британского научно-фантастического телесериала «Доктор Кто», состоящая из шести эпизодов, которые были показаны в период с 24 февраля по 31 марта 1973 года.

## Сюжет
Грузовой корабль C982, двигающийся через гиперпространство, еле избегает столкновения с ТАРДИС, которая приземляется внутри него. Доктор определяет, что они в XXVI веке, а Джо видит снаружи корабль, который на её глазах меняет форму, превращаясь в драконийский крейсер галактического класса. Пилоты, Стюарт и Харди, посылают сигнал бедствия и готовятся к битве. Харди отправляется за оружием и встречает Доктора и Джо, но видит их как драконийцев и, держа на мушке, выводит на корабль.
На Земле президент и посол Драконии, сын её императора, обвиняют друг друга в атаках на корабли друг друга и нарушениях границы между двумя империями. Генерал Уильямс сообщает, что готовится миссия по спасению C982. Его враждебность по отношению к драконийцам известна: именно он начал войну между двумя империями, и принц считает, что Уильямс хочет её продолжить. Новости об атаках распространяются быстро, и на Земле начинаются бунты с требованиями действий против драконийцев.
В заключении на корабле Доктор осознаёт, что странный звук, который они слышали после приземления, издаёт какое-то гипноустройство, которое заставило Харди видеть то, чего он боится больше всего. Враги врываются через шлюз, и Харди выводит путешественников на мостик, как заложников, но врагами оказываются не драконийцы, а огроны. Они оглушают пилотов и Доктора, связывают Джо и забирают груз корабля и ТАРДИС. Доктор, очнувшись, освобождает Джо и рассказывает, что огроны — обычные наёмники. Вскоре прибывают спасатели, у Харди и Стюарта прекращаются галлюцинации, но их память искажена, и они называют Доктора и Джо драконийскими шпионами.
Путешественников отправляют на Землю, где генерал Уильямс обвиняет их в работе на Драконию и саботаже. Доктор отрицает все обвинения и пытается убедить президента, что есть третья сторона, провоцирующая империи, но ему не верят за отсутствием доказательств и возможных мотивов этой стороны.
В посольстве Драконии принц предлагает Джо и Доктору «сбежать», чтобы их можно было опросить. Во время их перевода драконийцы захватывают Доктора, которого они считают провокатором, работающим на Уильямса, а Джо отправляется обратно в тюрьму. Доктор пытается сбежать, но его ловят и сажают в камеру к Джо, где они слышат тот же звук гипноустройства. На тюрьму нападают огроны, замаскированные под драконийцев, и выводят пленников. Но Доктора вновь ловят, а огроны исчезают. Эта попытка укрепляет подозрения Уильямса, и тот требует нанести первый удар по Драконии. Президент соглашается разорвать дипломатические отношения, но не готова идти дальше без дальнейших доказательств.
Уильямс подвергает Доктора сканированию мозга, но тот даже на максимальной мощности показывает, что Доктор говорит правду, после чего сгорает. Отказываясь этому верить, Уильямс посылает Доктора в Лунную Исправительную Колонию, где пожизненно содержатся политические заключенные, в то время как Джо остаётся на Земле. Вскоре к Уильямсу и президенту прибывает Мастер под видом комиссара с планеты Сириус IV, доминиона Земной Империи, заявляющий о том, что Доктор и Джо — их преступники.
На Земле Джо узнаёт Мастера и вынужденно идёт с ним. На Луне Доктор встречает профессора Дэйла из Партии Мира и рассказывает ему историю, и тот, несмотря на её фантастичность, верит ей, так как она объясняет внезапное начало взаимных нападений на суда Земли и Драконии. Профессор предлагает план побега: охранник Кросс оставил два скафандра у шлюза, они вдвоём пройдут по поверхности Луны до корабля и доберутся до Земли, где Доктор через связи Дэйла сможет обнародовать свою историю. Но в шлюзе оказывается, что в баллонах нет кислорода, а Кросс запер его снаружи и начал откачивать кислород.
В последний момент прибывает Мастер и забирает Доктора с собой. Доктор воссоединяется с Джо в клетке на корабле, и под прикрытием рассказов о своей жизни он сбегает из клетки. Мастер замечает это и запирает Джо в шлюзе, угрожая выбросить её в космос, но Доктор захватывает его врасплох, и во время схватки они не замечают пристыковавшийся к шлюзу с Джо крейсер Драконии. Капитан оповещает, что дипломатические отношения с Землей разорваны, а вторжение в пространство Драконии карается смертью. Доктор просит аудиенции у императора, и всех троих забирают на Драконию. Мастер тем временем активирует маячок для огронов.
Принц Драконии просит отца нанести первый удар по Земле, но тот отказывается, зная, что эта война уничтожит обе империи. Доктор по прибытии сообщает о своем дворянском титуле, данном ему пятнадцатым императором, и обвиняет Мастера в разжигании войны между Землей и Драконией, но тут раздаётся звук гипноустройства, и в зал врывается отряд огронов, замаскированных под землян, уводя Мастера. Один из них остаётся без сознания, и с него спадает маскировка. Драконийцы окончательно верят Доктору.
Император решает, что огрона надо показать правительству Земли, и для этого принц, Доктор и Джо везут его на полицейском корабле Мастера. После пересечения границы их атакуют огроны, и их пленник сбегает. Принц и Доктор побеждают огрона, но его всё равно забирает корабль Мастера. К тому же прибывает крейсер с Земли и берёт корабль Доктора под арест.
Без огрона президент не верит Доктору, и тот предлагает экспедицию на планету огронов. Вскоре Уильямс просит прощения за начало войны и предлагает повести экспедицию самому. Тем временем Мастер приводит Джо в бункер на планете огронов, где показывает ей ТАРДИС Доктора, которую он планирует использовать как приманку. Он пытается загипнотизировать Джо, но неудачно. Услышав о том, что были атакованы два грузовых корабля с Земли, он радуется, считая, что война близка.
Уильямс с Доктором и принцем отправляются по координатам с корабля Мастера. Джо тем временем выбирается из клетки, крадёт гипноустройство и посылает сигнал бедствия. Но оказывается, что этот сигнал был рассчитан так, чтобы его услышал только Доктор, который прилетит прямо в ловушку.
Команда Уильямса приземляется на планете, не зная, что огроны приготовили засаду. Те открывают огонь, но их пугает гигантская оранжевая ящерица, которую они называют Пожиратель. Вскоре команда замечает Мастера в компании нескольких далеков, которые убивают людей Уильямса. Они хотят убить и Доктора, но Мастер просит оставить его в живых, чтобы тот увидел гибель Земли и галактики. Далеки соглашаются и улетают на другую планету для приготовления армии.
Доктор объясняет принцу, что далеки хотят войны между империями, чтобы те уничтожили друг друга, а остатки добили они сами. Доктор, модифицировав гипноустройство, заставляет огрона увидеть вместо них далеков и открыть клетку. Доктор просит Уильямса и принца отбыть на родные планеты и рассказать обо всем, а сам вместе с Джо бежит к ТАРДИС, но попадает в засаду огронов и Мастера. Он активирует гипноустройство, огроны разбегаются в панике, один из них задевает руку Мастера, и тот случайно стреляет в Доктора. Мастер и огроны убегают.
Доктор почти без сознания с помощью Джо забирается в ТАРДИС, опирается на консоль, дематериализует корабль и посылает сообщение повелителям времени.

## Трансляции и отзывы
| Эпизод            | Дата показа     | Продолжительность | Телезрители (в миллионах) | Archive                 |
| ----------------- | --------------- | ----------------- | ------------------------- | ----------------------- |
| «Эпизод 1»        | 24 февраля 1973 | 23:27             | 9,1                       | PAL 2" colour videotape |
| «Эпизод 2»        | 3 марта 1973    | 24:10             | 7,8                       | PAL 2" colour videotape |
| «Эпизод 3»        | 10 марта 1973   | 24:00             | 7,5                       | PAL 2" colour videotape |
| «Эпизод 4»        | 17 марта 1973   | 23:35             | 7,1                       | PAL 2" colour videotape |
| «Эпизод 5»        | 24 марта 1973   | 23:57             | 7,7                       | PAL 2" colour videotape |
| «Эпизод 6»        | 31 марта 1973   | 24:44             | 8,9                       | PAL 2" colour videotape |
| [ 1 ] [ 2 ] [ 3 ] |                 |                   |                           |                         |